# Eupithecia carolinensis
Eupithecia carolinensis är en fjärilsart som beskrevs av Grossbeck 1907. Eupithecia carolinensis ingår i släktet Eupithecia och familjen mätare. Inga underarter finns listade i Catalogue of Life.